# 馬修·凱恩
馬修·凱恩（Matthew Robert Kane，1991年1月18日—）是英國的一位演員，但他也具有美國的雙重國籍。凱恩在ABC電視劇童話鎮第三季中飾演John Darling角色。他也出演過多部電影。